# 清宮幸太郎
清宮 幸太郎（きよみや こうたろう、1999年5月25日 - ）は、東京都新宿区出身のプロ野球選手（内野手、外野手）。右投左打。北海道日本ハムファイターズ所属。
元NHKアナウンサーの中江陽三は祖父。実父は日本ラグビーフットボール協会副会長の清宮克幸。
日本において歴代2位となる、高校通算111本塁打を記録している。

## 経歴

### プロ入り前
第88回全国高等学校野球選手権大会決勝戦を見たことをきっかけに、軟式チームの「オール麻布」に入団して野球を始める。4年生の時に硬式野球へ転向、リトルリーグチームの「東京北砂リーグ」に所属。「東京北砂リーグ」では、2012年のリトルリーグ世界選手権にて、投打にわたる活躍でチームを牽引し優勝に貢献。この活躍から米メディアでは「和製ベーブ・ルース」と報道された。2012年の日本シリーズ第1戦では始球式を務めた。その後所属した「調布シニア」でも3年夏に全国優勝を経験。

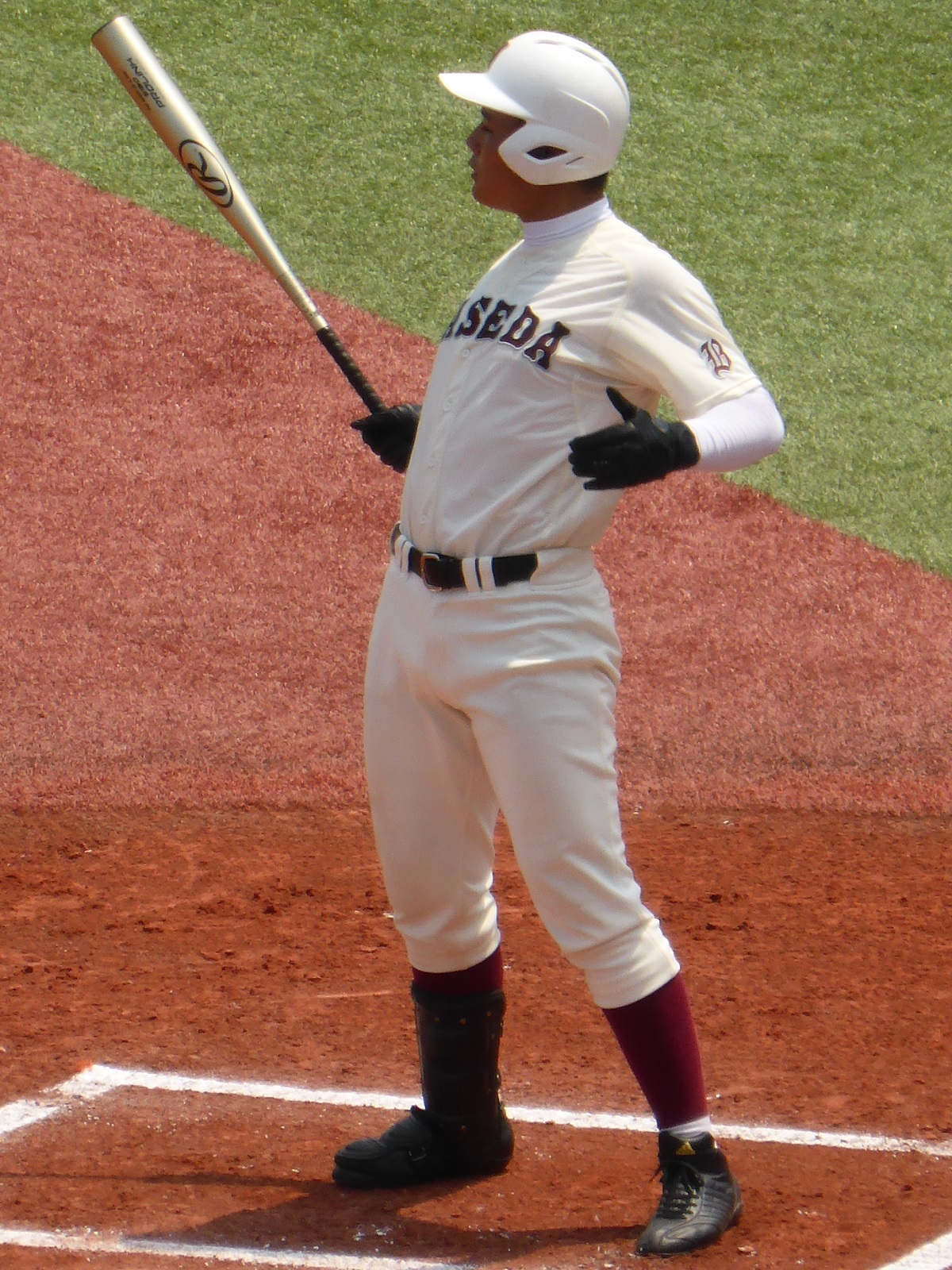
早実時代
（2015年7月26日 神宮球場にて）

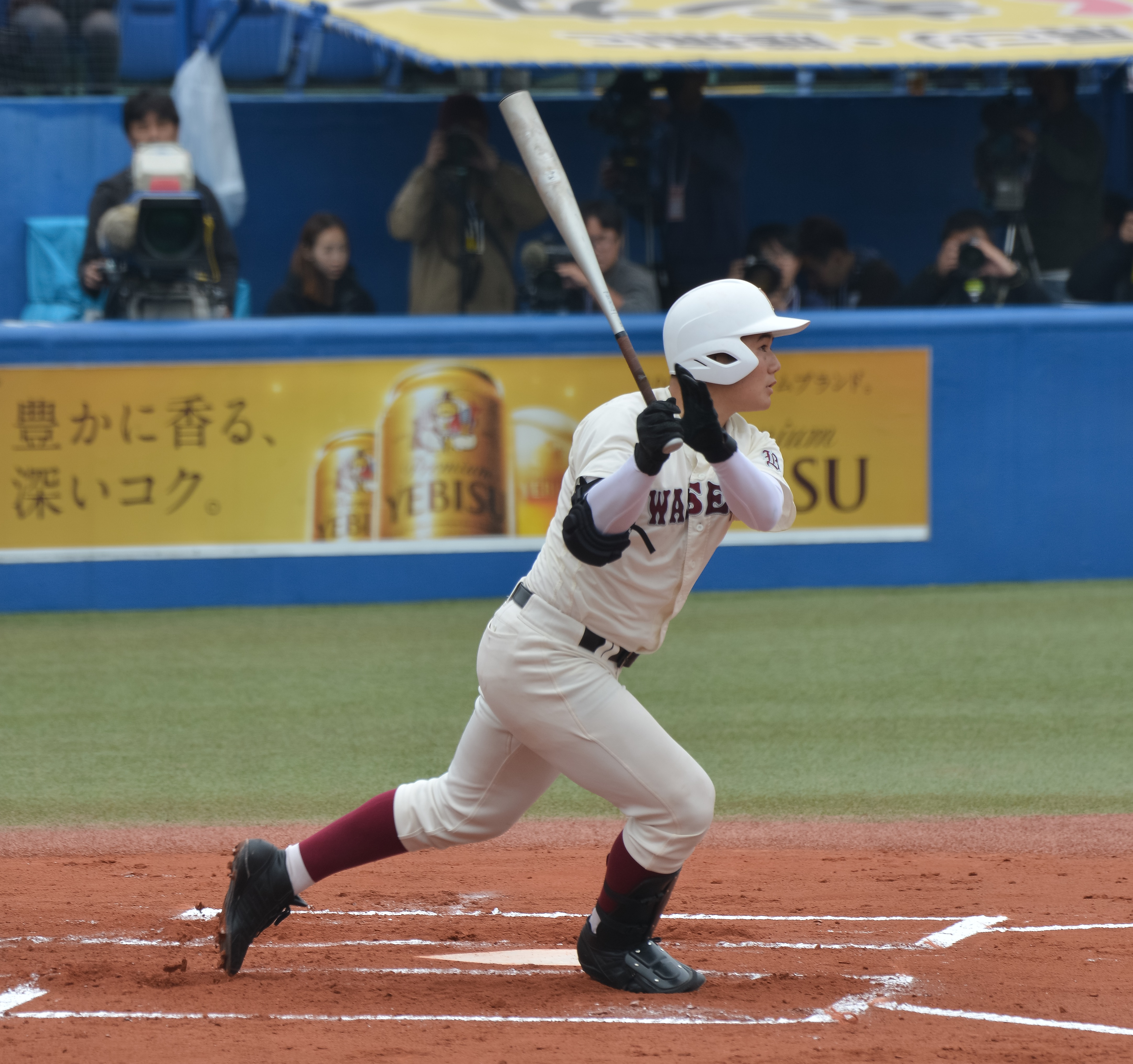
早実時代
（2016年11月15日 神宮球場にて）

早稲田実業高等部に進むと、1年生ながら主軸として期待され主に「3番・一塁手」として出場。同学年世代の代名詞として清宮世代と呼ばれ始める。西東京大会準々決勝では明治神宮野球場の内野席が埋まり外野席も解放され、早くも清宮フィーバーと呼ばれる人気を得ていた。第97回全国高等学校野球選手権大会に出場し本塁打を2本記録した。また、2015 WBSC U-18ワールドカップ 日本代表にも選出された。2年時に自身が最高学年となった新チームでは主将に就任。3年時の第99回全国高等学校野球選手権西東京大会では開会式で選手宣誓を行ったが（後述）、決勝で東海大菅生に敗れ本大会出場を逃した。8月23日、2017 WBSC U-18ワールドカップ日本代表の主将を務めることが発表された。高校通算111本塁打は当時の史上最多記録（2023年に花巻東高校の佐々木麟太郎が更新）で、高校公式戦には通算70試合の出場で247打数100安打、打率.405、29本塁打、95打点。
大会後の9月12日に帰国後、家族や和泉実ら関係者との話し合いを行ったうえで、プロ志望届を提出する意思を固め、9月22日の記者会見でプロ志望届を提出することを表明。9月25日、正式にプロ志望届を提出した。ドラフト会議を控え、「東の清宮、西の安田」と並び称された履正社高校の安田尚憲や、夏の甲子園で清原和博の一大会本塁打記録を破った広陵高校の中村奨成、一部の地方紙などで「東の清宮、西の村上」と並び称された九州学院高校の村上宗隆とともに注目を受けていた。
そして10月26日のドラフト会議当日、千葉ロッテマリーンズ・東京ヤクルトスワローズ・北海道日本ハムファイターズ・読売ジャイアンツ（巨人）・東北楽天ゴールデンイーグルス・阪神タイガース・福岡ソフトバンクホークスの7球団から1位指名を受けた。7球団競合は1995年の福留孝介（PL学園）に並び、高校生としては最多だった。抽選の結果、日本ハムが交渉権を獲得し、11月16日に契約金1億円+出来高5000万円、年俸1500万円で仮契約を結んだ（金額は推定）。11月24日に入団会見が行われ、背番号は21となった。背番号21には、「野手のイメージが薄い番号を清宮色に染めて欲しい」という願いが込められている。なお、清宮の交渉権を外した6球団のうち、ロッテ・阪神・ソフトバンクの3球団は安田を1位指名してロッテが交渉権を獲得し、ヤクルト・巨人・楽天の3球団は村上を1位指名してヤクルトが交渉権を獲得した。

### 日本ハム時代

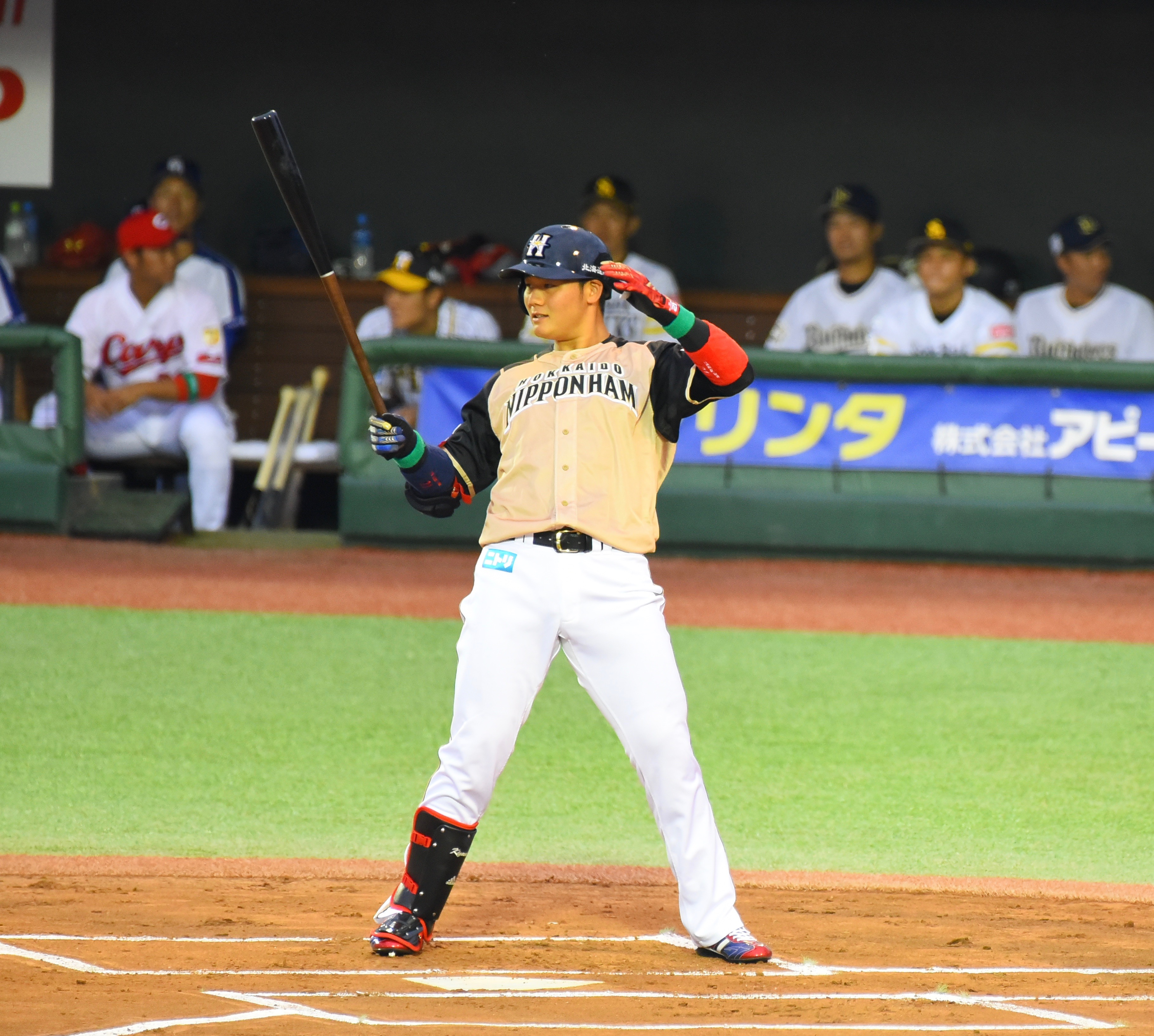
ルーキー時代
（2018年7月12日 はるか夢球場にて）

2018年、1月の合同自主トレ時に右手母指基節骨骨挫傷、2月のキャンプ中に、3月のオープン戦の期間中に限局性腹膜炎で緊急入院するなどアクシデントが続き、開幕一軍入りを逃した。4月10日に二軍デビューを果たすと、二軍戦15試合で4本塁打を放つなど、復調をアピールし一軍へ昇格。5月2日の東北楽天ゴールデンイーグルス戦で一軍デビューを果たした。5月9日のオリックス・バファローズ戦で、第1打席にブランドン・ディクソンから右翼へプロ初本塁打を放ち、デビューからの連続試合安打記録を7に伸ばし、ドラフト制後（1966年以降入団）では単独トップの新記録となった。9月28日、楽天戦（楽天生命パーク）に「6番・一塁手」で先発出場し、第1打席に菊池保則から先制の7号ソロ本塁打を放ち、高卒新人の本塁打数に1959年の王貞治と並んで歴代9位となった。最終的に、53試合出場、打率.200、7本塁打、18打点を記録。オフに、300万円増の推定年俸1800万円で契約を更改した。
2019年、3月3日の横浜DeNAベイスターズとのオープン戦（札幌ドーム）の第4打席でファウルを打った際に右手首を痛め、そのまま途中交代。翌4日に右有鈎骨骨折と診断され、5日に骨片除去手術を受けた。5月14日の二軍戦で実戦復帰すると、5月24日にシーズン一軍初登録・初出場。5月30日の千葉ロッテマリーンズ戦（札幌ドーム）で4回裏に種市篤暉から球団通算8000号となるシーズン1号本塁打を放った。最終的には、81試合出場、打率.204、7本塁打、33打点を記録。10月に、前年から不安のあった右肘の手術（右肘関節形成術）を受けた。オフに、200万円増の推定年俸2000万円で契約を更改した。
2020年、プロ入り後、初めて怪我での離脱のないシーズンであったが、96試合に出場し、打率.190、7本塁打の成績で終わった。オフに、200万円増の推定年俸2200万円で契約を更改した。
2021年はプロ入り後初の一軍昇格無しに終わった。イースタン・リーグでも規定打数に達しながら打率.199と振るわなかったが、19本塁打で渡部健人と並んで本塁打王を獲得した。オフに、500万円減となる推定年俸1700万円で契約を更改した。
2022年、前年11月に監督に就任したBIGBOSSこと新庄剛志から減量指令があり減量に取り組む。5月5日の楽天戦でプロ入り後初の2打席連続本塁打、6月10日の中日戦で初犠打を記録。7月7日のロッテ戦ではプロ入り後初の2桁本塁打となる10号本塁打を放った。オールスターゲームにはプラスワン投票で初選出され、第1戦の7回表の守備から初出場。1打席目に湯浅京己から四球を選ぶと、9回裏二死無走者で迎えた2打席目に森下暢仁からサヨナラ本塁打を放ち、最優秀選手賞に選出された。9月27日のロッテ戦ではプロ初となる満塁本塁打を含む4安打6打点を記録。最終的には自身初の規定打席に到達し、打率こそ2割2分を下回ったもののいずれも自己最多かつチームトップの出場129試合、18本塁打、55打点を記録した。12月2日、1600万円増の推定年俸3300万円で契約を更改した。
2023年、開幕2戦目となる4月1日の楽天戦で宮森智志からレギュラーシーズンでは自身初のサヨナラ打を放ち、同年より新本拠地となったエスコンフィールドHOKKAIDOでの球団初勝利を呼び込んだ。この活躍により、3・4月度「スカパー！サヨナラ賞」を5月17日に受賞した。4月20日のロッテ戦で8回の打席にハーフスイングをした際、左脇腹を痛めた。翌21日に左腹斜筋筋損傷と診断され、翌22日に登録抹消された。6月10日、二軍のヤクルト戦で2打席連続本塁打を打ち、13日に一軍に復帰した。シーズン通算では、99試合出場、打率.244、10本塁打、41打点を記録。11月28日の契約更改では、1100万円増の推定年俸4400万円でサインした。
2024年、1月29日、沖縄のキャンプ地に先乗りした自主トレ中に左足を捻り、左足関節捻挫と診断された。春季キャンプは二軍キャンプでリハビリメニューをこなし、電気刺激治療器を導入して完治を急いだ。3月上旬には屋外でのフリー打撃を開始し、同月20日のヤクルトとの二軍公式戦で実戦に復帰した。4月14日のオイシックス新潟アルビレックスBC戦には、二軍で二遊間を守れる選手が少なかった事情もありプロ初の二塁手として出場した。4月19日に一軍昇格し二塁打を打つも、その後は打率.083（24打数2安打）、0本塁打、2打点と低迷して、5月6日に登録抹消された。抹消後は二軍で打率.290、4本塁打、16打点と本来の持ち味を徐々に発揮し、6月11日の中日ドラゴンズ戦で再昇格を果たした。7月9日の埼玉西武ライオンズ戦ではダメ押しとなるバックスクリーンへの1号2点本塁打を放った。7月20日の千葉ロッテマリーンズ戦では「7番・一塁手」で先発出場し3安打猛打賞を記録。その翌日には同点の7回に勝ち越し2号ソロ、9回に2打席連続となる3号2点本塁打を放つなど4打数4安打1四球で全打席出塁の活躍を見せた。8月30日の西武戦で、3回に先制の10号3点本塁打を放ち、3年連続のシーズン2桁本塁打に到達。9月26日の楽天戦では同点の6回に勝ち越しとなる13号ソロ本塁打を打ち、チームの6年ぶりCS進出に貢献した。シーズン最終戦となった10月8日の楽天戦では2打数1安打として4回の守備から退いたが、規定未到達ながらも打率3割を確定。レギュラーシーズンでは89試合出場、打率.300、15本塁打、51打点の成績を記録した。12月6日の契約更改では、後半の活躍が評価され3600万円増となる推定年俸8000万円でサインした。

## 選手としての特徴
プレースタイルや童顔などの共通点から「和製ベーブ・ルース」「日本のベーブ・ルース」「ベーブ・ルースの再来」などとも称される。王貞治からは「長距離打者というより中距離打者。強引に打つんじゃなくて来た球を逆らわずに打つので打率は残せると思います」と評価され、張本勲も王に同意し、「中距離に近いバッターで左右に打ち分けられる」と述べている。
高校時代に50メートル走6.3秒、遠投110メートル、一塁到達タイムは4秒11から4秒15を記録する。守備では股割りができる。2022年5月25日の交流戦の対ヤクルト戦ではスタートが遅れダブルスチールに失敗し監督である新庄の怒りを買ったが、同年8月31日の西武戦では好走塁を見せ新庄から賞賛された。
一塁を守ることが多かったが、2023年以降は監督の新庄剛志の提案で三塁を守ることが多くなった。

## 人物
愛称は「キヨ」、「きよチャー」。2018年に披露していた本塁打を打った際のコミカルな踊りはキヨダンス、左翼守備からの好返球はキヨビームと名付けられていた。
プロ入り後からつける背番号21には強いこだわりを持っている。清宮は「『21』は投手っぽい番号であまり打者のイメージはない。その分、打者として誰にも染まっていない感じがします。だから、『21は清宮』というのを作りたい。それに『21』はメジャーではロベルト・クレメンテの背番号で、僕もいろいろな形で社会貢献をできる選手になりたいので。あとはブラックジャック（トランプ）で一番強い番号というのもあって。『21』はいわゆる最強の番号じゃないですか。だから譲りたくないです」と語っている。
高校3年生の時に務めた夏の甲子園西東京大会の選手宣誓では、冒頭の「私達は野球を愛しています」という言葉が話題となった。清宮自身はこれについて、同年6月に死去した小林麻央が生前に残した言葉から影響を受けたことを明かしている。
東京北砂リーグに在籍していた2013年、バラエティ番組『ほこ×たて』（フジテレビ）の対決企画「プロ野球界最強の奪三振王VS世界一の少年野球チーム」に「プロ野球界最強の奪三振王」として出演していた、当時広島東洋カープに在籍の前田健太と対戦した。清宮は右中間フェンス手前まで転がるゴロを打って前田の奪三振を阻止し、対決に勝利している。
小学校時代には相撲も経験しており、4年次には納谷幸之介（後の王鵬）と「わんぱく相撲東京都大会」で対戦（結果は黒星）。
大食漢でシーズンの移動中に東京から所沢までで弁当を7個食べているといわれており、2021年10月に監督に就任した新庄剛志からダイエットを指令された。ダイエットに励んだ結果、2022年1月には体重が9kg減った。
アイドル・タレントの黒見明香と自身の弟が小学校の同級生であり、黒見が清宮家を訪問したことがあったことを明かしている。
プロ野球球団の中では、父や祖父の影響もあり、阪神タイガースのファン。

## 詳細情報

### 年度別打撃成績
| 年 度     | 球 団     | 試 合 | 打 席 | 打 数 | 得 点 | 安 打 | 二 塁 打 | 三 塁 打 | 本 塁 打 | 塁 打 | 打 点 | 盗 塁 | 盗 塁 死 | 犠 打 | 犠 飛 | 四 球 | 敬 遠 | 死 球 | 三 振 | 併 殺 打 | 打 率 | 出 塁 率 | 長 打 率 | O P S |
| --------- | --------- | ----- | ----- | ----- | ----- | ----- | -------- | -------- | -------- | ----- | ----- | ----- | -------- | ----- | ----- | ----- | ----- | ----- | ----- | -------- | ----- | -------- | -------- | ----- |
| 2018      | 日本ハム  | 53    | 180   | 160   | 17    | 32    | 4        | 2        | 7        | 61    | 18    | 0     | 0        | 0     | 1     | 16    | 2     | 3     | 60    | 1        | .200  | .283     | .381     | .664  |
| 2019      | 日本ハム  | 81    | 278   | 250   | 26    | 51    | 11       | 1        | 7        | 85    | 33    | 0     | 1        | 0     | 4     | 21    | 0     | 3     | 75    | 4        | .204  | .270     | .340     | .610  |
| 2020      | 日本ハム  | 96    | 263   | 226   | 23    | 43    | 9        | 0        | 7        | 73    | 22    | 2     | 0        | 0     | 1     | 33    | 0     | 3     | 59    | 6        | .190  | .300     | .323     | .623  |
| 2022      | 日本ハム  | 129   | 461   | 406   | 52    | 89    | 25       | 3        | 18       | 174   | 55    | 4     | 5        | 2     | 2     | 45    | 2     | 6     | 113   | 6        | .219  | .305     | .429     | .734  |
| 2023      | 日本ハム  | 99    | 416   | 356   | 41    | 87    | 20       | 1        | 10       | 139   | 41    | 2     | 2        | 0     | 4     | 53    | 1     | 3     | 69    | 6        | .244  | .344     | .390     | .734  |
| 2024      | 日本ハム  | 89    | 329   | 290   | 43    | 87    | 18       | 1        | 15       | 152   | 51    | 1     | 3        | 0     | 3     | 31    | 3     | 5     | 62    | 5        | .300  | .374     | .524     | .898  |
| 通算：6年 | 通算：6年 | 547   | 1927  | 1688  | 202   | 389   | 87       | 8        | 64       | 684   | 220   | 9     | 11       | 2     | 15    | 199   | 8     | 23    | 438   | 28       | .230  | .317     | .405     | .723  |

- 2024年度シーズン終了時

### 年度別守備成績
| 年 度 | 球 団    | 一塁  | 一塁  | 一塁  | 一塁  | 一塁  | 一塁     | 三塁  | 三塁  | 三塁  | 三塁  | 三塁  | 三塁     | 外野  | 外野  | 外野  | 外野  | 外野  | 外野     |
| 年 度 | 球 団    | 試 合 | 刺 殺 | 補 殺 | 失 策 | 併 殺 | 守 備 率 | 試 合 | 刺 殺 | 補 殺 | 失 策 | 併 殺 | 守 備 率 | 試 合 | 刺 殺 | 補 殺 | 失 策 | 併 殺 | 守 備 率 |
| ----- | -------- | ----- | ----- | ----- | ----- | ----- | -------- | ----- | ----- | ----- | ----- | ----- | -------- | ----- | ----- | ----- | ----- | ----- | -------- |
| 2018  | 日本ハム | 9     | 72    | 4     | 0     | 3     | 1.000    | -     | -     | -     | -     | -     | -        | 12    | 11    | 1     | 0     | 1     | 1.000    |
| 2019  | 日本ハム | 40    | 282   | 25    | 4     | 23    | .987     | -     | -     | -     | -     | -     | -        | 16    | 25    | 0     | 0     | 0     | 1.000    |
| 2020  | 日本ハム | 63    | 443   | 28    | 7     | 33    | .985     | -     | -     | -     | -     | -     | -        | -     | -     | -     | -     | -     | -        |
| 2022  | 日本ハム | 108   | 787   | 60    | 9     | 73    | .989     | 7     | 0     | 5     | 1     | 0     | .833     | 1     | 0     | 0     | 0     | 0     | ----     |
| 2023  | 日本ハム | 18    | 98    | 8     | 0     | 6     | 1.000    | 88    | 76    | 138   | 13    | 12    | .943     | -     | -     | -     | -     | -     | -        |
| 2024  | 日本ハム | 56    | 352   | 22    | 2     | 30    | .995     | 37    | 20    | 56    | 3     | 5     | .962     | 12    | 7     | 0     | 0     | 0     | 1.000    |
| 通算  | 通算     | 294   | 2034  | 149   | 22    | 168   | .990     | 132   | 96    | 199   | 17    | 17    | .946     | 41    | 43    | 1     | 0     | 1     | 1.000    |

- 2024年度シーズン終了時
- 各年度の太字はリーグ最多

### 表彰
- オールスターゲーム最優秀選手賞（MVP）：2回（2022年第1戦[107]、2025年第2戦)
- 月間サヨナラ賞：1回（2023年3・4月）

### 記録
初記録
- 初出場・初先発出場：2018年5月2日、対東北楽天ゴールデンイーグルス4回戦（札幌ドーム）、「6番・指名打者」で先発出場
- 初打席・初安打：同上、2回裏に岸孝之から中越二塁打
- 初打点・初本塁打：2018年5月9日、対オリックス・バファローズ7回戦（京セラドーム大阪）、2回表にブランドン・ディクソンから右越ソロ
- 初盗塁：2020年7月8日、対オリックス・バファローズ2回戦（京セラドーム大阪）、3回表に二盗（投手：鈴木優、捕手：若月健矢）

その他の記録
- オールスターゲームでサヨナラ本塁打：2022年7月26日、対セントラル・リーグ戦（福岡PayPayドーム）、9回裏に森下暢仁から左中越ソロ ※36年ぶり史上7人目、9回二死から放つのは史上初、平成以降かつ21世紀初[108]
- オールスターゲーム出場：2回（2022年、2025年）

### 背番号
- 21（2018年[28][96] - ）

### 代表歴
- 2024 WBSCプレミア12 日本代表

### 登場曲
- 「スター・ウォーズ メイン・タイトル」ジョン・ウィリアムズ（2018年 - 2021年、2023年 - ）
- 「銀河鉄道999 feat. VERBAL（m-flo）」EXILE（2022年 - ）
- 「ボーン・トゥ・ラヴ・ユー」Queen（2022年 - 、チャンス時）
- 「Hold My Hand」Lady Gaga（2023年 - ）

## 出演

### CM
- オークリー（2018年）[109]